# يونغ كيد
يونغ كيد هو رابر كندي، ولد في 1 أكتوبر 1988 في وينيبيغ في كندا.